# Steppenreich
Steppenreich oder auch Nomadenreich ist die moderne Bezeichnung für eine Herrschaftsform, die für die Eurasische Steppe von der Antike bis in die Frühe Neuzeit prägend war und von diversen Reitervölkern betrieben wurde. Ein Steppenreich vereinte Eigenschaften nomadischer und sesshafter Kulturen und interagierte insbesondere mit den benachbarten sesshaften Kultur- und Herrschaftsräumen.
Herrschaftsbildungen von Reitervölkern waren oft Stammesföderationen, deren tragende Stämme sich mitunter recht schnell wieder voneinander trennten. Andererseits konnten Steppenreiche auch durchaus zu recht dauerhaften Reichen werden, deren innere Struktur jedoch oft sehr locker aufgebaut war. Steppenvölker kannten zwar Zentralorte, doch waren ihre eigenen Herrschaftsräume in der Regel nur wenig urbanisiert. Dies konnte sich allerdings durch Eroberungen ändern, wenn die eroberten Gebiete urbanisiert und materiell bedeutend waren. Mit zunehmender Dauer der Herrschaft und dem Übergang hin zu einer (Teil-)Sesshaftwerdung entstanden sogar einige neue Städte in der Steppe, wie Karabalgasun und Karakorum (beide in der heutigen Mongolei). Einige Steppenreiche umfassten daher nicht nur nomadische, sondern auch sesshafte, teils sogar städtische Bevölkerungsgruppen.
Die eurasische Steppenzone umfasst zwar einen gewaltigen Raum, dennoch waren die großen Distanzen für mehrere Gruppen aus dem Steppenraum, die ethnisch oft heterogen zusammengesetzt waren, kein unüberbrückbares Hindernis. In antiken und mittelalterlichen Berichten werden unterschiedlich umfangreiche Vorstöße von Kriegergruppen aus dem Steppenraum geschildert, die teilweise weit nach Westen vordrangen. Dabei handelte es sich teilweise um unterschiedlich umfangreiche Migrationen, bei denen umweltgeschichtliche Faktoren eine Rolle spielen konnten. Oft waren es jedoch Kriegszüge, um Land zu erobern und/oder materiellen Gewinn zu erzielen.
Besonders seit der Spätantike sind Konflikte zwischen diesen mobilen und (halb)nomadischen Gruppen mit den angrenzenden Reichen gut belegt, wie diverser Steppenvölker mit dem Römischen Reich (bzw. Ostrom/Byzanz), dem Sassanidenreich und dem Kaiserreich China. Besonders Byzanz schloss aber durchaus kurzfristige Bündnisse mit einer Gruppe gegen eine andere Gruppe aus dem Steppenraum, um sie gegeneinander auszuspielen, wie unter anderem das Bündnis mit den Utiguren gegen die Kutriguren 559 oder den Chasaren um 700 belegt. Im Mittelalter und der beginnenden Frühen Neuzeit kam es ebenfalls immer wieder zu Konflikten, diesmal mit altrussischen Fürstentümern bzw. Russland (Mongolische Invasion der Rus), islamischen Reichen in Mittelasien und China als Gegner diverser Steppenvölker. Die waffentechnische Überlegenheit der sesshaften Gesellschaften nahm in der Frühen Neuzeit immer mehr zu, sodass sie militärisch die Oberhand gegenüber den Steppenvölkern gewannen.
Die Herrschaftssicherung vieler Steppenreiche beruhte vor allem auf der militärischen Macht der Reichselite und deren Gehorsam gegenüber dem Herrscher bzw. der Spitzengruppe. Der Herrscher wiederum war auf materielle Gewinne zwingend angewiesen, mit denen er seine Gefolgschaft an sich band und so seine Herrschaftsposition legitimierte. Dabei konnte es sich um Gewinne aus Kriegszügen oder um Tributleistungen aus den benachbarten Reichen sesshafter Gesellschaften handeln. Genauso wie die westlichen Hunnen zur Zeit Attilas von den Römern Zahlungen einforderten, taten dies im Osten bereits zuvor die Xiongnu gegenüber China (siehe auch heqin). Hierbei spielte auch Chinas Interesse an geöffneten Handelsrouten durch den Steppenraum eine Rolle. Insofern haben Reichtümer anderer Reiche (speziell Chinas) nicht unwesentlich zur Bildung nomadischer Steppenreiche beigetragen.
Die innere Struktur der Steppenreiche war recht unterschiedlich, wobei oft auch kaum Informationen vorliegen (wie im Fall der iranischen Hunnen). Die Kök-Türken, Uiguren und Mongolen verfügten offenbar über gewisse interne Verwaltungsstrukturen: Bei den Kök-Türken und Uiguren spielten die Sogdier eine zentrale Rolle. Die mongolische Yuan-Dynastie in China wiederum orientierte sich an der chinesischen Staatsverwaltung, setzte aber unter anderem auch Türken und Perser in wichtigen Positionen ein. Aber selbst ein mongolischer Khagan in China war nicht gleichzusetzen mit dem chinesischen Kaiser, denn es bestanden nicht nur in der Verwaltung, sondern auch in der Ideologie, dem realpolitischen Handeln und der Nachfolgeregelung bedeutende Unterschiede. Die Yuan-Kaiser trennte politisch und kulturell vieles von der traditionellen chinesischen Kaiseridee. Das Hunnenreich Attilas hingegen verfügte nur über eine kleine königliche Kanzlei und beruhte ansonsten auf personalen Bindungen, die mit dem Tod Attilas 453 aufhörten zu existieren. Die Goldene Horde in Russland überließ den lokalen Fürsten oft ihre Herrschaft und setzte nur Bevollmächtigte ein (baskaki), um Truppen auszuheben, Tribute einzufordern und die Lage vor Ort im Blick zu behalten.
Im Jahr 626 belagerten nicht nur die Awaren, die im späten 6. Jahrhundert ein mächtiges Steppenreich in Südosteuropa errichtet hatten, und die von ihnen unterworfenen Slawen auf dem Höhepunkt des 603 ausgebrochenen verheerenden Perserkriegs erfolglos die oströmische Hauptstadt Konstantinopel. Im selben Jahr erschienen auch die Kök-Türken mit einem großen Heer vor der chinesischen Hauptstadt Chang’an, hatten aber ebenso wie die Awaren keinen Erfolg und büßten anschließend viel von ihrer Macht ein. Walter Pohl und andere Forscher betonen denn auch die Zyklen von Steppenreichen, die oft nach nur wenigen Generationen schwere Krisen erlitten oder ganz zusammenbrachen, teilweise sogar nachdem sie sich kurz zuvor noch auf dem Höhepunkt ihrer Macht befunden haben. Dies gilt unter anderem für das Attilareich, das Awarenkhaganat und das Reich der Kök-Türken.
Aufgrund der Quellenlage sind die Beziehungen der Steppenvölker gegenüber China mit seiner kulturellen und ökonomischen Entwicklung sowie einer ausdifferenzierten politischen Struktur gut erforscht. Hierbei traten oft „Stammeskonföderation“ von Reitervölkern auf, die sich rudimentär unter einer Führungsgruppe organisiert hatten und nun die chinesische Grenzzone überfielen, um vom chinesischen Kaiser vertraglich Tribute und Handelsrechte zu erzwingen. Derartige Verbände hatten aber aufgrund des in der Regel sehr lockeren Aufbaus und beschränkter Zielsetzungen nur eine begrenzte Lebensdauer. So waren die Mongolen die einzige Gruppe der zentralen Steppenzone, der es gelang, das chinesische Kernland zu erobern, womit sie eine Ausnahme und nicht die Regel darstellen.

## Beispiele
Steppenreiche entstanden entlang der gesamten eurasischen Steppenzone, einige weiter westlich (wie die Hunnen), andere mit einem Schwerpunkt in Zentralasien oder an der Nordgrenze Chinas. Dazu gehörten viele Khanate und Khaghanate.
Beispiele sind unter anderem:
- Xiongnu (3. Jahrhundert v. Chr. bis spätes 1. Jahrhundert n. Chr.)
- Reich der Hunnen (ca. 430–469)
- Reich der Awaren (2. Hälfte des 6. Jahrhunderts bis Ende des 8. Jahrhunderts)
- Großbulgarisches Reich
- Erstes Türk-Kaganat (552–630/659)
- Zweites Türk-Kaganat (682–742)
- Uigurisches Kaganat (745–840)
- Reich der Chasaren (7.–10. Jahrhundert)
- Reich der Magyaren (9.–10. Jahrhundert, siehe Ungarneinfälle)
- Reich der Kiptschak (11.–13. Jahrhundert)
- Reich der Kara-Kitai (12. Jahrhundert)
- Mongolenreich und seine Abspaltungen (1206 bis ins 14. Jahrhundert)